# Ifigenija
Ifigenija (grč. Ἰφιγένεια) bila je osoba iz grčke mitologije, kćer mikenskog kralja Agamemnona i Klitemnestre te sestra Elektre i Oresta.

## Žrtvovanje Ifigenije
Prema mitološkim tekstovima, prorok je prorekao Agamemnonu da će vjetar početi puhati jedino ako žrtvuje svoju kćer Ifigeniju i tek tada će brodovlje moći otploviti prema Troji. Agamemnon nevoljko pristaje na to i uz Odisejevu pomoć, namamljuje Ifigeniju šaljući joj pismo u kojem stoji da je Ahil želi susresti pored Artemidinog oltara i da ju želi oženiti. Ifigenija dolazi u pratnji svoje majke Klitemnestre, a Agamemnon, koji je volio svoju kćer, briznuo je u plač. Ifigenija pristaje na žrtvu, žrtvujući se za dobrobit svih, no u trenutku kad je trebala biti žrtvovana, boginja Artemida je spašava i za žrtvu podmeće srnu.
Ifigenija je, po vjerovanju, postala Artemidina svećenica.
Priča o žrtvovanju Ifigenije je u stvari klasična dilema: izabrati nešto što je dobro za dobrobit javnosti ili slušati svoje osobno mišljenje i na osnovi njega donositi moralne odluke.

## Ifigenija u književnosti
- Ifigenija među Taurijcima, Ifigenija u Aulidi – Euripidove drame

Poslije Euripida motiv Ifigenije obrađivali su mnogi, od poznatijih autora npr. Jean Racine, Goethe, u današnje doba Ismail Kadare.

## Vanjske poveznice
- Iphigénie de Jean Racine : Analiza i zaplet  Arhivirana inačica izvorne stranice od 9. listopada 2006. (Wayback Machine) (na francuskom)
- Ifigenija